# Engelse suites BWV 806 - BWV 811
De Engelse suites (BWV 806 - BWV 811) van Johann Sebastian Bach is de naam voor een verzameling van zes suites waarvan suite II t/m VI een Prélude, vier vaste dansen - Allemande, Courante, Sarabande en Gigue - en een extra dans bevat. Suite I bevat 2 Courantes. In tegenstelling tot zijn Franse suites, die allemaal beginnen met een Allemande, beginnen de Engelse suites met een prelude. Hierdoor komen deze suites het dichtst bij de oorspronkelijke betekenis van deze in Frankrijk ontstane compositievorm: een voorspel (Prélude) gevolgd (suite) door verschillende dansvormen.
De stukken zijn geschreven voor uitvoeringen op het klavecimbel of klavichord.
De opeenvolging van de toonsoorten A, a, g, F, e en d vormt een dalende kwint, wat suggereert dat de serie bij elkaar hoort.

## Geschiedenis
De manuscripten die bewaard zijn gebleven van de Engelse Suites zijn niet in het handschrift van Bach zelf. Watermerken en handschrift-analyse kan ons dus niet helpen bij het dateren van deze werken. Een vroege kopie is gemaakt door een van Bachs leerlingen. Deze leerling was Bernhard Christian Kayser. Het is een interessante kopie, want er staan toevoegingen van Bach zelf in en het papier heeft dezelfde watermerken als papier dat de meester zelf gebruikte in deze tijd. Met behulp van handschrift-analyse zijn deze kopieën wel goed te dateren. Kayser voltooide zijn kopie van Suite I rond 1719. Suites II t/m VI kopieerde hij in het begin van 1725. 
Opvallend is dat de Suites niet verschijnen in de bekende Büchlein voor zijn zoon en zijn vrouw, wat tot nogal wat speculaties heeft geleid m.b.t. de datum van ontstaan. Deze theorieën zijn echter allemaal speculatief.
We weten dat Bach in 1713-1714 zijn omvangrijke reeks aan transcripties maakte van de concerten van Vivaldi en andere Italiaanse componisten. De z.g.n. ritornello-vorm die in deze concerti gebruikt wordt, zou invloed hebben gehad op de preludes van de Engelse Suites II t/m VI. Je kunt hieruit wel uit afleiden dat Suites II t/m VI ná 1714 moeten zijn ontstaan. 
Er zijn meerdere aanwijzingen dat suite 1 eerder is ontstaan dan de overige vijf suites. Bach’s verre neef Johann Gottfried Walther, organist te Weimar, maakte een kopie van het prototype van de eerste suite, wellicht niet later dan 1717, toen Bach uit Weimar vertrok. Volgens Alfred Dürr maakte Walther maakte na 1717 echter ook nog andere kopieën van Bachs werk, dus zeker is dit allerminst.
Wanneer je de speculaties terzijde schuift kun je dus met zekerheid zeggen dat Suite I in elk geval vóór 1719 ontstaan en de Suites II t/m VI in elk geval vóór 1725.
De naam Engels verwijst naar een anonieme Engelse edelman die aan Bach opdracht zou hebben gegeven tot het componeren van de zesdelige verzameling. Op een afschrift ervan dat in het bezit was van Bachs jongste zoon Johann Christian Bach, die voor het overgrote deel van zijn leven in Engeland woonde, staat nadrukkelijk vermeld 'faites pour les Anglois' (letterlijk: voor de Engelsen gemaakt). De componist zelf noemde de werken, volgens eigenhandige toevoegingen op de afschriften die zijn leerlingen maakten, Suites avec Préludes.

## De afzonderlijke suites

#### Suite nr. 1 BWV 806 in A groot
- Prélude (12/8 maat)
- Allemande c
- Courante I (3/2 maat)
- Courante II (3/2 maat) avec 2 Doubles
- Sarabande (3/4 maat)
- Bourrée I - II (a mineur) - I
- Gigue (6/8 maat)

#### Suite nr. 2 BWV 807 in a klein
- Prélude (3/4 maat)
- Allemande
- Courante
- Sarabande
- Bourrée I/II
- Gigue

#### Suite nr. 3 BWV 808 in g klein
- Prélude (3/8 maat)
- Allemande c
- Courante (3/2 maat)
- Sarabande (3/4 maat)
- Gavotte I - II („ou la Musette“ G groot) - I
- Gigue (12/8 maat)

#### Suite nr 4 BWV 809 in F groot
- Prélude c („vitement“)
- Allemande c
- Courante (3/2 maat)
- Sarabande (3/4 maat)
- Menuett I - II (d klein) - I
- Gigue (12/8 maat)

#### Suite nr. 5 BWV 810 in e klein
- Prélude (6/8 maat)
- Allemande c
- Courante (3/2 maat)
- Sarabande (3/4 maat)
- Passepied („en Rondeau“) I - II (E groot) - I
- Gigue (3/8 maat)

#### Suite nr. 6 BWV 811 in d klein
- Prélude (9/8 maat) - (later: Allegro)
- Allemande c
- Courante (3/2 maat)
- Sarabande (3/2 maat) - Double
- Gavotte I - II (D groot) - I
- Gigue (12/16 maat)